# Malalai Joya
Malalai Joya (Farah, 25 de abril de 1978) é uma política afegã que tem sido chamada de "a mulher mais corajosa do Afeganistão."

## Biografia
Como um membro eleito da Wolesi Jirga da Província Farah, ela denunciou publicamente a presença daquilo que considera crimes de guerra por comandantes militares. Ela é uma crítica aberta do Talibã bem como do atual governo afegão de Karzai e seus defensores ocidentais.
Em maio de 2007, Joya foi suspensa do Parlamento por ter supostamente insultado demais representantes numa entrevista para a televisão. A suspensão, que tem sido solicitada de forma até recorrente, egrou protestos internacionais e apelos pela restituição tem sido assinados por intelectuais como Naomi Klein e Noam Chomsky, políticos Membros do Parlamento do Canadá, Alemanha, Reino Unido, Itália e Espanha. Joya tem sido comparada à  líder do (Movimento democrático da Burma) (Burma's democracy movement), Aung San Suu Kyi.
A Revista TIME classificou Malalai Joya para a lista aula das 100 pessoas mais influentes do mundo. A Revista Foreign Policy listou Malalai Joya na lista de Top 100 Global Thinkers (Maiores Pensadores do Mundo).

Joya escreveu um livro biográfico de memórias com o escritor canadense Derrick O'Keefe. sob o títulos Raising My Voice" ou "Levantando minha voz".
Uma das frases mais consagradas é: "Eu não temo a morte, eu temo ficar calada frente à injustiça" 